# Jean-Jacques Aslanian
Pour les articles homonymes, voir Aslanian.
 (janvier 2017).
Si vous disposez d'ouvrages ou d'articles de référence ou si vous connaissez des sites web de qualité traitant du thème abordé ici, merci de compléter l'article en donnant les références utiles à sa vérifiabilité et en les liant à la section « Notes et références ».
Jean-Jacques Aslanian, né le 10 avril 1922 à Constantinople et mort le 30 septembre 2017 à Neuvy-au-Houlme, est un comédien, metteur en scène et directeur du Théâtre de Plaisance.

## Biographie

### Directeur de théâtre
Jean-Jacques Aslanian a été le directeur du Théâtre de Plaisance situé dans le quartier Plaisance, dans le XIVe arrondissement de Paris, aujourd'hui disparu.
C'est là, sur ces mêmes planches, que se retrouveront tour à tour Jean-Michel Ribes, Roland Topor, Copi. Jean-Michel Ribes y crée entre autres Chez l'illustre écrivain d'Octave Mirbeau, Je rêvais peut-être de Luigi Pirandello, L'Alchimiste (The Alchemist) de Ben Jonson, Herman est de retour, ou le Retour d'Herman, mélodrame romantique qu'il adapte avec Philippe Khorsand.
C'est grâce à cette même collaboration et dans ce même lieu que Jérôme Savary fait ses premiers spectacles parisiens, en 1965, avec sa première troupe : Le Grand Magic Circus et ses animaux tristes.
Le combat engagé de Jean-Jacques Aslanian l'amène également à y inviter Fernando Arrabal, dont plusieurs pièces seront jouées dans ce lieu. Jean-Paul Sartre et Simone de Beauvoir sont alors des inconditionnels de ces premières théâtrales[réf. nécessaire].

### Acteur
Jean-Jacques Aslanian a tourné comme acteur avec Charles Aznavour et Alice Sapritch dans Tirez sur le pianiste de François Truffaut en 1960 dans le rôle de Richard Saroyan. Il tient également au cinéma le rôle de Vendredi en 1982, dans Josepha de Christopher Frank.
On le retrouve encore dans un très grand nombre de bandes sonores théâtrales programmées sur France Culture. Enfin, il réalise pour la télévision, en 2006, Philoctète, avec Éric Herson.
Jean-Jacque Aslanian est aussi durant plusieurs années le directeur de la régie de la Fête de l'Humanité, d'abord sur la pelouse de Reuilly, puis à La Courneuve.
Fondateur de l'épi-théâtre d'Argentan, il meurt d'un infarctus le 30 septembre 2017, à l'âge de 95 ans.

## Théâtre

### Comédien
- 1960 : Ex-Napoléon de Nino Frank et Paul Gilson, mise en scène Jean-Jacques Aslanian et Jean Collomb, Festival d'Arras
- 1962 : L'Idiot de Fiodor Dostoïevski, mise en scène Jean Gillibert, Théâtre Récamier
- 1963 : La Farce de Vahé Katcha, mise en scène Jean-Jacques Aslanian, Théâtre de Plaisance
- 1965 : Antoine et Cléopâtre de William Shakespeare, mise en scène François Maistre, Serge Bourrier, Jean Larroquette, Théâtre Sarah Bernhardt
- 1970 : Poèmes mécaniques de Jean Dorville, partition musicale et accompagnement de Jean Wiener, auditorium de Levallois-Perret

### Metteur en scène
- 1960 : Ex-Napoléon de Nino Frank et Paul Gilson, mise en scène avec Jean Collomb, Festival d'Arras
- 1963 : La Farce de Vahé Katcha, Théâtre de Plaisance
- 1964 : Vénus ou L'Amour forcé de Pol Gaillard, Théâtre de Plaisance
- 1966 : Les Esprits de Pierre de Larivey, Théâtre de Plaisance